# Hans Öberg
Hans Andreas "Stöveln" Öberg (21. listopadu 1926, Gävle – 9. března 2009, Gävle) byl švédský lední hokejista. Se švédskou reprezentací vyhrál dvakrát mistrovství světa, v letech 1953 (historický první švédský titul) a 1957. Ze světového šampionátu má i dva bronzy (1954, 1958) a bronzovou medaili si přivezl i z olympijských her v Oslu roku 1952. Zúčastnil se i OH 1956. Na mistrovstvích světa nastřílel 32 branek (ve 44 zápasech), což ho řadí na 41. místo historické tabulky. Za národní tým odehrál celkem 162 zápasů. Celý život strávil v jediném klubu, Gävle GIK (22 sezón). V sezóně 1956/1957 se s ním stal mistrem Švédska. Ve stejné sezóně byl vyhlášen nejlepším hráčem ligy (ocenění Zlatý puk). Třikrát byl ve švédské nejvyšší soutěži nejlepším střelcem (1948/49, 1957/58, 1958/59). Hrál také bandy hokej, v roce 1959 se v něm stal mistrem Švédska se Skutskärs IF. Měl přezdívku Stöveln ("Bota"). Hrál též fotbal za Gefle IF a v mládí také házenou. Jeho mladší bratr Carl-Göran Öberg byl rovněž významným hokejistou. Po skončení hráčské kariéry se Hans Öberg stal úspěšným obchodníkem se sportovním zbožím v Gävle.